# آلبالوپلو
آلبالوپلو یکی از انواع پلوها در آشپزی ایرانی است. این غذا بیشتر در مجالس مهمانی و جشن تهیه می‌شود ولی درست کردن آن از اغلب غذاهای مجلسی ساده‌تر است.

## مواد لازم برای تهیه آلبالوپلو
| ماده          | مقدار         |
| ------------- | ------------- |
| گوشت چرخ کرده | ۵۰۰ گرم       |
| برنج          | ۳ پیمانه      |
| پیاز          | ۲ عدد         |
| روغن سرخ کردن | به میزان لازم |
| آلبالو        | ۱۵ عدد        |
| نمک           | به میزان لازم |
| فلفل سیاه     | به میزان لازم |

## طرز پخت آلبالوپلو
آلبالو را با شکر و دو پیمانه آب ۱۵ دقیقه روی حرارت ملایم می‌گذارند تا بجوشد. سپس می‌گذارند خنک شود.
برنج را مانند چلو ساده آب‌کش می‌کنند. نیم پیمانه آب‌روغن را در دیگ می‌ریزند و کمی از برنج را ته‌دیگ می‌ریزند و آلبالو را با قاشق سوراخ‌دار از شربت شکر جدا کرده و روی سطح برنج می‌پاشند و تمام آلبالو را لابه‌لای برنج می‌ریزند. زیر دیگ شعله‌پخش‌کن و روی آن «دَم‌کنی» می‌گذارند تا با شعله ملایم دَم بکشد. بعد مخلوط روغن و شربت آلبالو را روی برنج می‌ریزند. پس از آن تا ۴۵ دقیقه آلبالوپلو آماده‌است. هنگام کشیدن آلبالوپلو، مرغ یا کوفته‌ریزه را روی دیس پلو می‌گذارند و روی آن را با لایه‌ای از پلو می‌پوشانند. محلول زعفران را با پلو سفید مخلوط کرده و روی دیس پلو می‌پاشند.
تذکر
1. گاهی ۲ یا ۳ قاشق خلال پسته و بادام هم با برنج زعفرانی مخلوط می‌کنند.
2. مقدار شکر آلبالو را می‌توان بر حسب ذائقه کم یا زیاد کرد.
3. آلبالوپلو را گاهی با اندکی زیره، گرد دارچین یا مخلوطی از هل و میخک و زنجبیل ساییده معطر می‌کنند.
4. اگر آلبالوی تازه در دسترس نبود می‌توان از مربای آلبالو نیز استفاده کرد.
5. برای نگه داشتن رنگ آلبالو باید این غذا را در ظرف مسی یا لعابی تهیه کرد.

## نکات مهم برای تهیه آلبالو پلو:
- برای خوش طعم تر شدن آلبالو پلو، می توانید از کمی دارچین یا هل استفاده کنید.
- اگر از گوشت چرخ کرده استفاده می کنید، آن را با پیاز رنده شده، نمک و فلفل تفت دهید و سپس به آلبالو پلو اضافه کنید.
- برای تهیه آلبالو پلو مجلسی، می توانید از خلال بادام، پسته یا زعفران برای تزئین استفاده کنید.
- برای اینکه برنج شما شفته نشود، بهتر است از آبکش کردن کامل برنج قبل از دم کشیدن اطمینان حاصل کنید.
- اگر آلبالو ترش است، مقدار شکر را بیشتر کنید.

آلبالو پلو را می توانید به تنهایی یا همراه با سالاد، ماست و ترشی سرو کنید. همچنین می توانید از گوشت کبابی یا مرغ سوخاری به عنوان همراه این غذا استفاده کنید. آلبالو پلو یک غذای بسیار خوشمزه و محبوب است که تهیه آن بسیار آسان است. با کمی حوصله و دقت می توانید این غذای لذیذ را در منزل خود تهیه کرده و از طعم بی نظیر آن لذت ببرید.